# 히스 레저
히스 앤드루 레저(영어: Heath Andrew Ledger, 1979년 4월 4일 ~ 2008년 1월 22일)는 오스트레일리아의 텔레비전 배우이자 영화 배우였다.

## 생애 및 경력
1990년대 오스트레일리아의 텔레비전과 영화계에서 활동하다가 1998년 미국으로 건너가 영화 배우 활동을 시작했다. 《내가 널 사랑할 수 없는 10가지 이유》 (1999년), 《패트리어트: 늪 속의 여우》 (2000년), 《기사 윌리엄》 (2001년), 《브로크백 마운틴》 (2005년), 《다크 나이트》 (2008년)와 사망하기 전 촬영한 마지막 영화 《파르나서스 박사의 상상극장》 등 총 19편의 영화에 출연했다. 배우 활동 뿐 아니라 뮤직 비디오를 제작, 감독하기도 했으며 영화 감독에 대한 열망도 있었다.
레저는 《브로크백 마운틴》에서 맡은 에니스 델마 역으로 2005년 뉴욕 영화 비평가 협회상과 오스트레일리아 영화 협회가 시상한 2006년 최우수 국제 배우상을 수상했으며, 2005년 미국 아카데미상 남우주연상과 2006년 영국 아카데미 영화상 남우주연상 후보에 올랐다. 2009년 2월 22일 LA 코닥극장에서 열린 제81회 미국 아카데미상에서 《다크 나이트》로 남우조연상을 수상하였다.

### 사망
2008년 1월 22일, 레저는 처방된 약물오용으로 자택에서 숨진 채 발견됐다. 발견 당시 그는 알몸인 상태로 침대에 쓰러져 있었고, 얼굴은 바닥을 향해 있었고, 그리고 주변에서 다량의 수면제가 발견됐다. 레저는 이날 마사지를 예약해 둔 상태였으며, 오후 3시 26분쯤 가정부가 약속된 시간이 다 됐다고 알리러 레저의 방으로 들어가 이를 처음 발견했다. 가정부가 레저를 발견, 흔들어 깨워도 아무 반응이 없자 911에 이를 신고했다. 당시 사건을 맡은 뉴욕경찰청은 “사인이 자살이라고 설명할 수 있는 결정적인 증거를 확보하지 못한 상태”라며 “그를 사랑하던 사람들에게는 특별히 어려운 시간이므로 정확한 사실이 밝혀질 때까지 근거에 추측한 보도는 없기를 바란다”고 당부했었다. 히스 레저의 유족들 역시 연일 매스컴을 타고 올라오는 레저의 자살설에 반박하며 “의도하지 않은, 즉 사고사”라고 주장했다.
사망 한달 후, 미국 뉴욕시티 의학조사관의 부검 결과 레저의 사망원인이 약물중독으로 드러났다. 한꺼번에 여러 가지 약을 함께 먹었다는 것이다. 레저가 숨질 당시 복용한 약품은 모두 6가지다. 옥시코돈, 하이드로코돈, 디아제팜, 테마제팜, 알프라졸람, 독시라민 등 처방약품을 혼용해 삼켰다. 당시 의학 전문가들은 "의사가 이 약들을 한꺼번에 처방했을 가능성은 거의 없다"는 의견을 밝혔고, DEA는 "우리는 처방약의 불법 구입에 대한 어떤 가능성도 확인할 의무가 있다"며 레저가 이 약품들을 사들인 경로를 조사하고 있음을 내비쳤다. 이들 진통제, 항우울제, 불면증 치료제를 혼합 복용하면 약물 상호작용으로 호흡곤란을 유발, 사망에 이를 수 있다는 것이 공식 전문가의 설명이다.

### 죽음을 둘러싼 의혹, 보험금 논란
그의 죽음을 둘러싼 의혹은 1년 후 다시 한 번 논란이 된 바 있는데 보험사가 레저의 사인이 사고사가 아닌 ‘자살일 수 있다’고 판단, 레저의 딸 마틸다 레저에게 돌아가야 할 보험금 지급을 거부했기 때문이다. 이러한 사실이 알려지자 사람들은 분노했고, 결국 보험사는 마라톤 협의 끝에 생명보험금 1,000만 달러를 마틸다에게 지급했다. 레저의 사망 원인이 자살이 아님을 보험사도 받아들인 것이다. 또한 레저는 지난 2007년 11월 한 언론매체와의 인터뷰에서 “‘아임 낫 데어’를 촬영하며 극심한 스트레스에 시달렸고, ‘다크 나이트’의 조커를 연기하는 동안 수면장애를 겪었다”고 고백했지만, 이를 자살로 보기엔 무리가 있다. 따라서 우울증과 극심한 수면장애가 있었던 레저가 잠을 자기 위해 약을 혼용, 약물 상호작용으로 숨졌다는 게 공식 전문가의 설명이다.

### 사후
2009년 《다크 나이트》로 아카데미 남우조연상을 수상하였으며, 아버지 킴 레저와 가족들이 대리수상하였다. 현재 히스의 오스카 트로피는 뉴욕에서 엄마 미셸 윌리엄스와 거주중인 그의 유일한 자녀인 딸 마틸다 레저가 보관하고 있다고 아버지 킴 레저가 인터뷰 한 바 있다.
2017년 5월 17일 미국의 케이블 채널인 스파이크 (SPIKE)가 히스 레저에 대한 다큐멘터리 《아이 엠 히스 레저》를 방영하였다.

## 사생활
레저는 여배우 줄리아 스타일스 (그의 데뷔작이자 하이틴 영화의 대표작으로 손꼽히는 영화 《내가 널 사랑할 수 없는 10가지 이유》 촬영 당시 몇개월 사귀었으며 영화 개봉 전 헤어졌다. 짧은 만남이었음에도 불구하고 영화의 영향인지 그를 검색하면 그의 연인들 중 제일 위에 연관 검색어로 따라온다.), 리사 제인, 헤더 그레이엄과 나오미 왓츠와 연인 관계였다.
2004년 레저는 영화 《브로크백 마운틴》를 촬영하면서 배우 미셸 윌리엄스와 연인 관계로 발전하며 교제를 시작했다. 그들의 딸 마틸다 로즈(Matilda Rose)는 2005년 10월 28일에 뉴욕에서 태어났다. 마틸다의 대부는 레저가 《브로크백 마운틴》에서 공연한 제이크 질렌할, 대모는 윌리엄스가 《도슨의 청춘일기》에서 공연한 부시 필립스이다. 2006년 1월, 레저는 윌리엄스와 뉴 사우스 웨일즈의 브론테에 거주하고 2005년부터 2007년까지 브루클린, 보럼 힐에서 거주했다. 2007년 9월, 윌리엄스의 아버지는 시드니의 '데일리 텔레그래프'를 통해 레저와 윌리엄스가 3년 간의 관계를 끝냈다는 것을 확인했다. 레저가 사망한 후, 언론 보도에 따르면 약물 남용으로 인해 윌리엄스는 브루클린에서 함께 거주한 아파트에서 이사를 요청했다.
윌리엄스와 결별한 후, 2007년 말과 2008년 초, 타블로이드 신문과 기타 대중 매체는 레저가 모델의 헬레나 크리스텐슨과 젬마 워드와 연인 관계라고 보도했다. 2011년 1월 30일에 워드와 2007년 11월 데이트하기 시작했으며 그들의 가족은 퍼스의 고향에서 함께 크리스마스를 보냈다고 알려졌다.

## 출연 작품

### 영화
| 연도   | 제목                                   | 배역            |
| ------ | -------------------------------------- | --------------- |
| 1992년 | 《클라우닝 어라운드》                  |                 |
| 1997년 | 《블랙락》                             | 토비 아클랜드   |
| 1997년 | 《나 홀로 PC》                         | 오베론          |
| 1999년 | 《투 핸즈》                            | 지미            |
| 1999년 | 《내가 널 사랑할 수 없는 10가지 이유》 | 패트릭 버로나   |
| 2000년 | 《패트리어트: 늪 속의 여우》           | 가브리엘 마틴   |
| 2001년 | 《몬스터 볼》                          | 소니 그로토스키 |
| 2001년 | 《기사 윌리엄》                        | 윌리엄          |
| 2002년 | 《포 페더스》                          | 해리 페버샴     |
| 2003년 | 《씬》                                 | 알렉스 베르니에 |
| 2003년 | 《네드 켈리》                          | 네드 켈리       |
| 2005년 | 《카사노바》                           | 자코모 카사노바 |
| 2005년 | 《그림 형제: 마르바덴 숲의 전설》      | 야코프 그림     |
| 2005년 | 《독타운의 제왕들》                    | 스킵 잉브롬     |
| 2005년 | 《브로크백 마운틴》                    | 에니스 델마     |
| 2006년 | 《캔디》                               | 댄              |
| 2007년 | 《나는 거기에 없었다》                 | 로비 클락       |
| 2008년 | 《다크 나이트》                        | 조커            |
| 2009년 | 《파르나서스 박사의 상상극장》         | 토니            |

## 수상 경력
- 2005년 호주영화협회 국제부문 남자배우상
- 2005년 호주영화협회 평론가부문 남자배우상
- 2005년 제70회 뉴욕 비평가협회상 남우주연상
- 2005년 라스베이거스 비평가협회상 남우주연상
- 2005년 포닉스 비평가협회상 남우주연상
- 2005년 센프란시스코 비평가협회상 남우주연상
- 2005년 St.루이스게이트웨이 비평가협회상 남우주연상
- 2006년 제21회 산타바바라 국제 영화제 올해의 배우상
- 2006년 제15회 MTV 영화제 최고의 키스상
- 2008년 남동부 비평가협회상 남우조연상
- 2008년 제21회 시카고 비평가협회상 남우조연상
- 2008년 제50회 호주영화연구소 올해의남자배우상
- 2008년 제35회 미국영화연구소 남우조연상
- 2008년 제34회 로스엔젤레스 비평가협회상 남우조연상
- 2008년 제29회 보스턴 비평가협회상 남우조연상
- 2008년 제7회 워싱턴 D.C. 아레아 비평가협회상 남우조연상
- 2008년 브리스벤 국제 영화제 체유벌상
- 2008년 호주 영화협회 국제부문 남자배우상
- 2008년 아프리카-아메리카 비평가협회상 남우조연상
- 2008년 캔자스시티 비평가협회상 남우조연상
- 2008년 오스틴 비평가협회상 남우조연상
- 2008년 라스베이거스 비평가협회상 남우조연상
- 2008년 유타 비평가협회상 남우조연상
- 2008년 달라스-포트워스 비평가협회상 남우조연상
- 2008년 포닉스 비평가협회상 남우조연상
- 2008년 루와 비평가협회상 남우조연상
- 2008년 플로리다 비평가협회상 남우조연상
- 2008년 St.루이스게이트웨이 비평가협회상 남우조연상
- 2008년 센프란시스코 비평가협회상 남우조연상
- 2009년 온라인 비평가협회상 남우조연상
- 2009년 센디에이고 비평가협회상 남우조연상
- 2009년 토론토 비평가협회상 남우조연상
- 2009년 밴쿠버 비평가협회상 남우조연상
- 2009년 제66회 골든글로브 시상식 남우조연상
- 2009년 제6회 맥스무비최고의영화상 최고의 남자조연배우상
- 2009년 제15회 미국배우조합상 영화부문 남우조연상
- 2009년 제14회 크리틱스 초이스 영화상 남우조연상
- 2009년 제62회 영국 아카데미 영화 시상식 남우조연상
- 2009년 제81회 아카데미 시상식 남우조연상
- 2009년 스크림 어워즈 최고의 악당상
- 2009년 스크림 어워즈 가장 환상적인배우상
- 2009년 제18회 MTV 영화제 최고의 악당상
- 2009년 제35회 피플스 초이스 어워즈 스크린 업적상
- 2009년 주피터 어워즈 외국남자배우상
- 2009년 제35회 새턴 어워즈 남우조연상